# Draft NBA 1981
Il Draft NBA 1981 si è svolto il 9 giugno 1981 a New York. Il draft consisteva in 10 giri di scelta da parte delle 23 squadre. Ben due giocatori scelti ebbero successo in altri sport: Tony Gwynn, baseball, e Kenny Easley nella NFL. La seconda scelta fu Isiah Thomas, bandiera dei Detroit Pistons per diversi anni e membro della Hall of Fame.

## Giocatori scelti al 1º giro
|  | = All-Star     |
|  | = Hall of Fame |

| Scelta | Giocatore         | Nazionalità | Squadra NBA            | Scuola/ex squadra |
| ------ | ----------------- | ----------- | ---------------------- | ----------------- |
| 1      | Mark Aguirre      | Stati Uniti | Dallas Mavericks       | DePaul            |
| 2      | Isiah Thomas      | Stati Uniti | Detroit Pistons        | Indiana           |
| 3      | Buck Williams     | Stati Uniti | New Jersey Nets        | Maryland          |
| 4      | Al Wood           | Stati Uniti | Atlanta Hawks          | North Carolina    |
| 5      | Danny Vranes      | Stati Uniti | Seattle SuperSonics    | Utah              |
| 6      | Orlando Woolridge | Stati Uniti | Chicago Bulls          | Notre Dame        |
| 7      | Steve Johnson     | Stati Uniti | Kansas City Kings      | Oregon State      |
| 8      | Tom Chambers      | Stati Uniti | San Diego Clippers     | Utah              |
| 9      | Rolando Blackman  | Stati Uniti | Dallas Mavericks       | Kansas State      |
| 10     | Albert King       | Stati Uniti | New Jersey Nets        | Maryland          |
| 11     | Frank Johnson     | Stati Uniti | Washington Bullets     | Wake Forest       |
| 12     | Kelly Tripucka    | Stati Uniti | Detroit Pistons        | Notre Dame        |
| 13     | Danny Schayes     | Stati Uniti | Utah Jazz              | Syracuse          |
| 14     | Herb Williams     | Stati Uniti | Indiana Pacers         | Ohio State        |
| 15     | Jeff Lamp         | Stati Uniti | Portland Trail Blazers | Virginia          |
| 16     | Darnell Valentine | Stati Uniti | Portland Trail Blazers | Kansas            |
| 17     | Kevin Loder       | Stati Uniti | Kansas City Kings      | Alabama State     |
| 18     | Ray Tolbert       | Stati Uniti | New Jersey Nets        | Indiana           |
| 19     | Mike McGee        | Stati Uniti | Los Angeles Lakers     | Michigan          |
| 20     | Larry Nance       | Stati Uniti | Phoenix Suns           | Clemson           |
| 21     | Alton Lister      | Stati Uniti | Milwaukee Bucks        | Arizona State     |
| 22     | Franklin Edwards  | Stati Uniti | Philadelphia 76ers     | Cleveland State   |
| 23     | Charles Bradley   | Stati Uniti | Boston Celtics         | Wyoming           |

## Giocatori scelti al 2º giro
| Scelta | Giocatore          | Nazionalità | Squadra NBA            | Scuola/ex squadra    |
| ------ | ------------------ | ----------- | ---------------------- | -------------------- |
| 24     | Jay Vincent        | Stati Uniti | Dallas Mavericks       | Michigan State       |
| 25     | Tracy Jackson      | Stati Uniti | Boston Celtics         | Notre Dame           |
| 26     | Brian Jackson      | Stati Uniti | Portland Trail Blazers | Utah State           |
| 27     | Howard Wood        | Stati Uniti | Milwaukee Bucks        | Tennessee            |
| 28     | Gene Banks         | Stati Uniti | San Antonio Spurs      | Duke                 |
| 29     | Eddie Johnson      | Stati Uniti | Kansas City Kings      | Illinois             |
| 30     | Ed Rains           | Stati Uniti | Chicago Bulls          | South Alabama        |
| 31     | Danny Ainge        | Stati Uniti | Boston Celtics         | Brigham Young        |
| 32     | Mike Olliver       | Stati Uniti | Chicago Bulls          | Lamar                |
| 33     | Sam Williams       | Stati Uniti | Golden State Warriors  | Arizona State        |
| 34     | Ken Green          | Stati Uniti | Denver Nuggets         | Texas Pan-Am         |
| 35     | Charles Davis      | Stati Uniti | Washington Bullets     | Vanderbilt           |
| 36     | Ray Blume          | Stati Uniti | Indiana Pacers         | Oregon State         |
| 37     | Al Leslie          | Stati Uniti | Indiana Pacers         | Bucknell             |
| 38     | Clyde Bradshaw     | Stati Uniti | Atlanta Hawks          | DePaul               |
| 39     | Harvey Knuckles    | Stati Uniti | Los Angeles Lakers     | Toledo               |
| 40     | Greg Cook          | Stati Uniti | New York Knicks        | Louisiana State      |
| 41     | Claude Gregory     | Stati Uniti | Washington Bullets     | Wisconsin            |
| 42     | Elvis Rolle        | Bahamas     | Los Angeles Lakers     | Florida State        |
| 43     | Elston Turner      | Stati Uniti | Dallas Mavericks       | Mississippi          |
| 44     | Steve Lingenfelter | Stati Uniti | Washington Bullets     | South Dakota State   |
| 45     | Ed Turner          | Stati Uniti | Houston Rockets        | Texas A&M-Kingsville |
| 46     | Vernon Smith       | Stati Uniti | Philadelphia 76ers     | Texas A&M            |

## Giocatori scelti al 3º giro
| Scelta | Giocatore         | Nazionalità | Squadra NBA            | Scuola/ex squadra   |
| ------ | ----------------- | ----------- | ---------------------- | ------------------- |
| 47     | Art Housey        | Stati Uniti | Dallas Mavericks       | Kansas              |
| 48     | Mike Ferrara      | Stati Uniti | Washington Bullets     | Colgate             |
| 49     | David Burns       | Stati Uniti | New Jersey Nets        | St. Louis           |
| 50     | Derek Holcomb     | Stati Uniti | Portland Trail Blazers | Illinois            |
| 51     | Zam Fredrick      | Stati Uniti | Los Angeles Lakers     | South Carolina      |
| 52     | Rudy Macklin      | Stati Uniti | Atlanta Hawks          | Louisiana State     |
| 53     | Mark Radford      | Stati Uniti | Seattle SuperSonics    | Oregon State        |
| 54     | Jim Smith         | Stati Uniti | San Diego Clippers     | Ohio State          |
| 55     | Mickey Dillard    | Stati Uniti | Cleveland Cavaliers    | Florida State       |
| 56     | Carlton Neverson  | Stati Uniti | Golden State Warriors  | Pittsburgh          |
| 57     | Frank Brickowski  | Stati Uniti | New York Knicks        | Pennsylvania State  |
| 58     | Curtis Berry      | Stati Uniti | Kansas City Kings      | Missouri            |
| 59     | Russell Bowers    | Stati Uniti | Cleveland Cavaliers    | American            |
| 60     | Purvis Miller     | Stati Uniti | Indiana Pacers         | Southern California |
| 61     | Pétur Guðmundsson | Islanda     | Portland Trail Blazers | Washington          |
| 62     | Sam Clancy        | Stati Uniti | Phoenix Suns           | Pittsburgh          |
| 63     | Wayne McKoy       | Stati Uniti | New York Knicks        | St. John's          |
| 64     | Tom Baker         | Stati Uniti | San Antonio Spurs      | Eastern Kentucky    |
| 65     | Ron Cornelius     | Stati Uniti | Los Angeles Lakers     | Pacific             |
| 66     | Craig Dykema      | Stati Uniti | Phoenix Suns           | Long Beach State    |
| 67     | Mark Smith        | Stati Uniti | Milwaukee Bucks        | Illinois            |
| 68     | Ernest Graham     | Stati Uniti | Philadelphia 76ers     | Maryland            |
| 69     | John Johnson      | Stati Uniti | Boston Celtics         | Michigan            |

## Giocatori scelti nei giri successivi con presenze nella NBA
| Scelta | Giocatore       | Nazionalità | Squadra NBA            | Scuola/ex squadra     |
| ------ | --------------- | ----------- | ---------------------- | --------------------- |
| 72     | Ed Sherod       | Stati Uniti | New Jersey Nets        | Virginia Commonwealth |
| 76     | Lewis Lloyd     | Stati Uniti | Golden State Warriors  | Drake                 |
| 78     | Kenny Dennard   | Stati Uniti | Kansas City Kings      | Drake                 |
| 81     | Larry Spriggs   | Stati Uniti | Houston Rockets        | Howard                |
| 85     | Pete Verhoeven  | Stati Uniti | Portland Trail Blazers | Fresno State          |
| 86     | Alex Bradley    | Stati Uniti | New York Knicks        | Villanova             |
| 88     | Kevin McKenna   | Stati Uniti | Los Angeles Lakers     | Creighton             |
| 95     | Joe Cooper      | Stati Uniti | New Jersey Nets        | Colorado              |
| 102    | Hank McDowell   | Stati Uniti | Golden State Warriors  | Memphis State         |
| 103    | Garry Witts     | Stati Uniti | Washington Bullets     | Holy Cross            |
| 130    | Roger Burkman   | Stati Uniti | Chicago Bulls          | Louisville            |
| 150    | Clinton Wheeler | Stati Uniti | Kansas City Kings      | William Paterson      |
| 165    | Bobby Cattage   | Stati Uniti | Utah Jazz              | Auburn                |
| 211    | Derrick Rowland | Stati Uniti | Denver Nuggets         | SUNY Potsdam          |